# Kerstin Söderholm
Kerstin Söderholm, född 10 mars 1897 i Helsingfors, död 18 december 1943 i Klavreström i Småland, var en finlandssvensk författare och litteraturkritiker.
Söderholm debuterade 1923 och var samtida med tjugotalspoeterna Edith Södergran, Elmer Diktonius och Gunnar Björling. Söderholm gav ut sex diktsamlingar och en samling noveller. Hon skrev också dagbok under hela sitt liv. Dagböckerna från 1913–1943 publicerades, enligt hennes egen önskan, postumt några år efter hennes död 1947–1948.

## Biografi
Söderholm föddes som enda barn till presidenten i högsta förvaltningsdomstolen Karl Söderholm och Eva Öhberg. Hennes morfar var Viktor Öhberg, folkskolinspektor och ordförande i Svenska folkskolans vänner.
Hon var ledamot av Finlands svenska författareförenings styrelse från 1927 och dess sekreterare 1930–1938.
Litteraturvetaren Hedvig Rask har skrivit författarbiografin Att vara människa – Om Kerstin Söderholm.
Som ung insjuknar Söderholm i lungsäcksinflammation. Det leder till att hon livet ut periodvis lider av det som idag skulle kallas utmattningssyndrom. På grund av hennes svaga hälsa bestämmer föräldrarna att Söderholm ska gå en praktisk fortsättningslinje för flickor, även om Söderholm själv hade ambitionen att gå högre utbildning. Hon går i det s.k. klostret på Grankulla samskola. I vuxen ålder deltar hon ändå i många universitetslektioner, särskilt i litteratur och filosofi.

## Författarskap och stil
Under sin livstid var Söderholm en uppskattad och recenserad lyriker. Hon gav ut sex diktsamlingar och en novellsamling. Debuten var 1923 med diktsamlingen Röster ur tingen.
Enligt modernisten Rabbe Enckell påminner Söderholms bild- och formspråk om Södergran, Diktonius och Björling. Han lyfter fram likheter som djärva naturmetaforer, det korthuggna och vassa. Men Enckell ser också ett intryck av en äldre generation med förebilder som Arvid Mörne och Jarl Hemmer. ”Man kan i Söderholms lyrik se en förenande länk mellan en tidigare generations och modernisternas.”, menar han.
Den svenska bloggaren Bernur, som har läst diktsamlingen Rödgula vägar, ser i Söderholms stil ”en romantisk längtan förenas med modernismens iver att nå vidare, nå längre”. Han förklarar: "[H]är finns det vanliga förrådet av romantikens troper, om människans samspel med naturen och den emfatiska längtan som individen upplever ställd inför existensen. Men också en rastlöshet som hör till modernismen. Hon är extrem och intensiv, Kerstin Söderholm, och tar andan ur en – och man läser med det största tänkbara versala ”Å!” som språket äger i koalition med känslan."
Författaren Jonas Ellerström har också reagerat på Söderholms intensitet och även hennes allvar. Ellerström har skrivit en essä Dagbok och dikt som behandlar samspelet mellan Söderholms dagböcker och lyrik.

### Dagböckerna
Söderholm började skriva dagbok som 9-åring och fortsatta skriva dagbok livet ut. Till en början handlar texterna om skolan, läroämnen och vardagen. Men tonen förändras efter en brand på sommarstället i Bromarv. Olyckan var orsakad av den 16-åriga Söderholm. Efter det blir dagböckerna mer introspektiva och reflekterande med människan och själen i centrum.
Texterna är reflekterande och självutlämnande, »[e]ndast med mig själv» och »[i]nför mig själv». Formen är ofta lyrisk eller essäistisk. Dagböckerna innehåller olika textgenrer: dikter, essäer, brev, reflektioner och mera traditionella anteckningar.
Rabbe Enckell har kallat dagböckerna ”avgjort Kerstin Söderholms originellaste och rikaste verk”. ”Dagboken är i hög grad självupptagen, men monotonin som ligger på lur lyckas hon motverka med sin ofta sakligt nyktra observationer och de psykologiskt orädda konklusioner hon drar”, tillägger Enckell.

#### Utgivningshistoria
Dagböckerna har utkommit postumt i flera utgåvor och flera inlägg i tidskrifter. Söderholms avsikt var att dagböckerna skulle publiceras efter hennes död. Stilen och språket visar hennes medvetenhet om en framtida läsare och manuskriptmaterialet är renskrivit.
Endast med mig själv. Dagboksanteckningar 1913–1943 utkom på Söderström & C:o Förlagsaktiebolag i två delar 1947 och 1948. Utgivaren är litteraturhistoriker Karin Allardt Ekelund, även Söderholms vän, ombedd av Söderholm att ge ut dagböckerna. Allardt Ekelund redogör inte för hur urvalet av dagboksanteckningar har gjorts eller vilket slag av redigering anteckningarna har genomgått.
Kerstin Söderholms två sista dagboksanteckningar från 15/10 1943 och 5/11 1943 återfanns bland Söderholms kvarlåtenskap först sommaren 1949, efter att Endast med mig själv redan kommit ut. Allardt Ekelund publicerade dem tillsammans med en introduktionstext i Nya Argus nr 21, 16/12 1949.7
Litteraturhistorikern Hadar Vessby och bibliotekarien och lyrikrecensenten Kerstin Berggren gav ut en samlingsvolym av Kerstin Söderholms verk 1974. Dikter och prosa innehåller utdrag ur Endast med mig själv samt Söderholms två sista dagboksanteckningar men inga tidigare opublicerade dagbokstexter.
Svenska litteratursällskapet i Finland har gett ut Kerstin Söderholms dagböcker i vetenskaplig utgåva. I utgåvan ingår alla bevarade dagboksanteckningar, totalt 2000 manuskriptsidor. Här finns även mindre finslipade dagboksinlägg och texter som inte tidigare har kunnat publiceras, till exempel textställen markerade med ”förstöres”, med lite känsligare innehåll eller personer som Söderholms samtid kunde känna igen. Också barndagböckerna ingår.

#### Livet och döden
Kerstin Söderholm dog i Sverige 1943. Hon hade åkt dit för att komma bort från kriget. Hon led av allvarlig undernäring och utmattning. Hennes död har betraktats som ett självmord.
Det möjliga självmordet har färgat läsningen av Söderholms texter, särskilt läsningen av dagböckerna som innehåller reflektioner om livet och döden. Men dagböckerna innehåller också många roliga stunder, djupa analyser och berörande texter.
Rabbe Enckell noterar också att dagböckerna är ”så äkta intryck för att dagboken verkar nödvändig som terapi”.

### Kritik
Söderholm skrev också litteraturkritik i bland annat Svenska Pressen, Nya Argus och Finsk Tidskrift. Norsk litteratur var hennes specialområde.

### Senare utgåvor
- Dikter i urval. Helsingfors: Söderström. 1944. Libris 1816851
- Dikter och prosa / i urval av Kerstin Berggren och Hadar Vessby. Stockholm: Norstedt. 1974. Libris 7151933. ISBN 91-1-741112-2
- Rödgula vägar, nyutgåva 2021 med inledning av Tatjana Brandt, N/L:s poesibiliotek, Nirstedt/Litteratur 2021. ISBN 9789189066618
- Kerstin Söderholms dagböcker, utg. Pieter Claes & Elisa Veit, Skrifter utgivna av Svenska litteratursällskapet i Finland 861, Helsingfors 2021. ISBN 978-951-583-562-8 Även: http://urn.fi/URN:ISBN+978-951-583-562-8
- vara mänska: Kerstin Söderholm i urval, utg. Pieter Claes & Elisa Veit med inledning av Anna Möller-Sibelius, SLS Varia 11, Helsingfors: Svenska litteratursällskapet i Finland, Stockholm: Appell förlag 2022. ISBN 978-951-583-565-9 (FInland), ISBN 978-91-986643-4-8 (Sverige)

## Forskning och vidare läsning
- Allardt Ekelund, Karin, »'Ej nöd så länge själen har vingar'. Kring Kerstin Söderholms livsväg», Historiska och litteraturhistoriska studier 60, utg. Torsten Steinby, Skrifter utgivna av Svenska litteratursällskapet i Finland 521, Helsingfors 1983, s. 183–219.
- Allardt Ekelund, Karin, »Ett par dagboksblad», Nya Argus 1949:21, s.310–311.
- Allardt Ekelund, Karin, »Kerstin Söderholm.», Kerstin Söderholm, Endast med mig själv. Dagboksanteckningar 1913–1943, utg. Karin Allardt Ekelund, Söderströms & C:o Förlagsaktiebolag, Lovisa 1947.
- Barck, P. O., »Sju år finlandssvensk litteratur», Nordisk Tidskrift 1936, s. 228–229.
- Berggren, Kerstin, Finlandssvenskt, Läs vidare, volym 4, Bibliotekstjänst 1957, s. 19–20.
- Berggren, Kerstin, »Kommunikation genom lyrik», Hufvudstadsbladet 15/9 1968.
- Dickson, Walter, »Kerstin Söderholm. – Hjärtfäste och hungertorn.» Infallsvinklar i finlandssvensk och rikssvensk lyrik, 1953, s. 65–70.
- Ellerström, Jonas, »Dagbok och dikt. Om Kerstin Söderholm», Kerstin Söderholms dagböcker, Svenska litteratursällskapet i Finland 2021.
- Enckell, Rabbe, »Inledning», Dikter och prosa. I urval av Kerstin Berggren och Hadar Vessby, Norstedt, Stockholm 1974, s. 7–13.
- Enckell, Rabbe, Modärn finlandssvensk lyrik, Helsingfors: Söderström 1934, s. 72–79.
- Green, Allan, »Den ensamma Kerstin Söderholm», Finsk Tidskrift 1954:II, s. 113–124.
- Henrichson, Peik, ”Modernisten Kerstin Söderholm lyfts fram ur skuggan”, Källan 2021:2
- Huldén, Grete, »Edith Södergran som besegrade livet – Kerstin Söderholm som besegrades av livet», Horisont 1969:häfte 5/6, s. 30–44.
- Lagerborg, Rolf, »Naturmystik och narkos», Finsk Tidskrift  1924:I, s. 272–293.
- Lagerborg, Rolf, Ord och inga visor, Natur och kultur 1945.
- Lagerborg, Rolf, »Som pärlan i musslan», Hufvudstadsbladet 15/12 1948.
- Langenskjöld, Agnes, Kaos och advent, Helsingfors: Söderström 1937, s.142–146.
- Lillqvist, Holger, »Symbolism och nietzscheanism hos Kerstin Söderholm», Bloch, butch, Bertel. Kontextuella litteraturstudier, red. Michel Ekman och Kristina Malmio, Helsingfors & Åbo: Avd. för nordisk litteratur, Nordica, Helsingfors universitet & Litteraturvetenskap, Åbo Akademi 2009, s. 177–201.
- Lindgren, Kaj, »Mörkret och människan – Två skaldinnor från Finland (Katri Vala och Kerstin Söderholm)», Sydsvenska Dagbladet Snällposten 4/7 1944.
- Mazzarella, Merete (2000). ”Memoarer och självbiografier”. Finlands svenska litteraturhistoria. Andra delen: 1900-talet. Uppslagsdel / Clas Zilliacus (utg.). Helsingfors: Svenska litteratursällskapet i Finland. sid. 216-225. Libris 2772714. ISBN 9174868934
- Michelsen, Ellen, »Möte med en diktare», Ord och bild 1950, s. 28–30.
- Michelsen, Ellen, »Kerstin Söderholm, finlandssvensk lyriken och prosaist», Morgonbris 1951:12, s. 20, 22.
- Möller-Sibelius, Anna, »Endast med sig själv eller ett med sin kultur? Självframställning och idealism i Kerstin Söderholms dagbok», Samlaren 2017, s. 53‒80.
- Möller-Sibelius, Anna, »Från modernism till postmodernism? Människan och moderniteten i Kerstin Söderholms och Ulrika Nielsens poesi», Joutsen/Svanen 2019, s. 68–85.
- Pettersson, Torsten (2001). ”Den svåra gemenskapen”. Gåtans namn. Tankens och känslans mönster hos nio finlandssvenska modernister. SSLS 629. Helsingfors: Svenska litteratursällskapet i Finland. sid. 177-207. Libris 8374735. ISBN 9174865439. https://digi.kansalliskirjasto.fi/teos/binding/2653374?page=1
- Rask, Hedvig, Att vara mänska – Om Kerstin Söderholm (1897–1943). Författarbiografi av Hedvig Rask, Svenska litteratursällskapet i Finland 2021.
- Ruin, Hans, »Finlandssvensk modernism», Svensk litteraturtidskrift 1947.
- Tuominen, Mirjam, Stadier. Essäer och översikter, 1949, s. 66–72. Även Hufvudstadsbladet 10/10 1948.
- Wahlund, Per Erik, Finlandssvensk Lyrik, Stockholm: Norstedt 1947, s. 27–29.
- Warburton, Thomas, Ur Finlands Svenska Lyrik (II). Nittonhundratalet, 1949, s. 32.
- Vessby, Hadar, »En finländsk lyriker», Lund Dagblad 19/3 1943.
- Vessby, Hadar, »Kerstin Söderholm om själ och ande. En gästboksanteckning», Nya Argus 1963:21, s. 317.
- Vessby, Hadar, »Kerstin Söderholm om skådespelet Arnulf», Finsk Tidskrift 5–6/1966, s. 234–247.
- Vessby, Hadar, »Kerstin Söderholms diktavskrifter», Nya Argus 1967:11, s. 156–157.
- Vessby, Hadar, »Kring ett par dikter av Kerstin Söderholm», Svensk litteraturtidskrift 1967, s. 133–140.